# История Эритреи
История Эритреи — история государства Эритрея в Северо-Восточной Африке, расположенного у африканского побережья Красного моря и на прилегающих островах. Получила независимость от Эфиопии 24 мая 1991 года, что было официально признано эфиопской стороной ровно два года спустя.

## Этимология названия
С древнегреческого языка Эритрея (греч. Ἐρυθραία) означает красный (греч. ἐρυθρός). Из греческого языка слово перекочевало в латыни в форме лат. Erythræa; таким образом, Красное море называли «Эритрейским».

## Ранняя история
Эритрея была одним из регионов, где проживали первые представители рода Homo. Череп (UA 31), зубы и фрагменты таза Homo erectus, но c некоторыми чертами Homo ergaster, из Буйи (Buia) в Северном Данакиле (Афарская депрессия) датируются возрастом ок. 1 млн лет. Таз эректуса UA 173/405 из Буйи (1,07—0,99 млн л. н.) почти невозможно отличить по морфологии от таза анатомически современного человека. Черепа UA 31 из Буйи (Buia) из Эритреи (992 тыс. л. н.), BOU-VP-2/66 из Даки (Daka, 0,8—1,042±0,009 млн л. н.) из Эфиопии из впадины Данакиль в северной части Афарской котловины и черепом KNM-OL 45500 из Олоргесайли (970—900 тыс. л. н.) в Кении имеют фенетическое сходство ближе к H. ergaster, чем к африканским гомининам среднего плейстоцена, таким как эфиопский Бодо (H. heidelbergensis) и зимбабвийский Кабве (H. rhodesiensis).
На рифе в Абдуре известна стоянка древнего человека возрастом около 125 тыс. лет, где были обнаружены раздробленные кости крупных млекопитающих, каменные орудия труда, в том числе — нож из вулканического стекла обсидиана, а также — первый в мире «устричный бар». Согласно гипотезе генетика Стивена Оппенгеймера, 80 тыс. л. н. небольшая популяция анатомически современных людей покинула Африку, форсировав Баб-эль-Мандебский пролив («Врата Скорби»), который в то время напоминал в отдельных местах цепочку отмелей. И именно эта популяция, оказавшись в Азии, стала предковой для всех неафриканских народов.
Первыми известными нам народами на территории современной Эритреи были нилотские племена, которые мигрировали из долины Нила и осели в западных и северо-западных районах страны. Современные племена кунама и нара являются потомками тех древних переселенцев. Позже с севера к северным и северо-западных районов переселились хамитские народы, которые постепенно ассимилировались с местным нилотским населением. Современными ближайшие потомками хамитских переселенцев являются этнические группы гедареб и билин, хотя некоторые этнологи относят сюда ещё и афаров и сахо.
Первое упоминание племени беджа в истории Древнего Египта относится ок. 2700 года до н. э. Вероятно, территория Эритреи была частью страны Пунт, куда снаряжали экспедиции царица Хатшепсут и другие египетские фараоны.
Примерно в VII—V веках до н. э. началась миграция сабейцев — семитов из Южной Аравии, пересекавших Красное море. Вторая волна переселения произошла с территории современного Йемена в период между 400 и 100 годами до н. э. Переселенцы сначала проживали на побережье, позже начали продвигаться дальше на юг, поселяясь в высокогорных районах Эритреи и современной эфиопской провинции Тыграй. Постепенно, в результате межэтнических браков, они смешались с местным населением, скорее всего — беджа. Современные этнические группы, говорящие на языках тигринья, является их потомками. Сабейцы принесли с собой передовые на то время методы земледелия, сооружения террас на склонах, железные орудия, письменность и государственный аппарат. Вначале переселенцы подчинялись Сабейскому государству, существовавшему на территории Йемена. Но постепенно местное население создало свои собственные протогосударственные образования с центрами в Метере, Кохайто, Текондаэ и Кескессе. Порт Адулис на эритрейском побережье Красного моря служил воротами для торговли со многими странами античного мира, среди которых были Греция и Рим.
Территория Эритреи входила в состав Аксумского царства, а позже — эфиопского государства.
В 1513 году порт Массауа захватили португальцы, затем в 1557 году он попал под власть Османской империи (в 1554 году был создан эялет Хабеш), а в 1868 году османский султан передал управление им Египетскому хедивату.

## Колониальный период
С 1882 года началась колонизация Италией (порты Асэб и Массауа). С 1 января 1890 — провозглашена колония Эритрея (от названия Красного моря на греческом языке). В 1895 году началась итало-эфиопская война, завершившаяся в 1896 году мирным договором, определившим границы колонии.
Эритрея находилась под итальянским правлением до поражения итальянцев (в Эфиопии, Сомали и Эритрее) от сил Великобритании во время Второй мировой войны, весной 1941 года. После этого она управлялась британской военной администрацией до 1952 года, когда вошла в Федерацию Эфиопии и Эритреи.

## В составе Эфиопии
В 1962 году император Эфиопии Хайле Селассие упразднил федеративное устройство страны, чем значительно усилил сепаратистские тенденции в регионе. Годом ранее группа эритрейских националистов во главе с Хамидом Авате начала Войну за независимость Эритреи, продолжавшуюся с разной интенсивностью более 30 лет, особенно после захвата власти в Эфиопии группой офицеров во главе с Менгисту Хайле Мариамом. Наиболее значительных успехов движение сопротивления добилось во время Огаденской войны, удачно использовав занятость эфиопской армии войной против Сомали и мусульманских повстанцев.
В конце 1980-х годов в условиях общего кризиса эфиопского социалистического государства эритрейские повстанцы не только взяли под свой контроль большую часть территории Эритреи, но и активно поддерживали действия других повстанческих групп, лидером фронта которых стал Мелес Зенауи. В 1991 году повстанцы вошли в Аддис-Абебу, Зенауи стал президентом Эфиопии, и через 2 года, после проведения референдума, была провозглашена независимость Эритреи.

## Независимая Эритрея
С 1993 года по настоящее время страной руководит группа ветеранов войны за независимость во главе с Исайясом Афеворки, сосредоточившая в своих руках все ветви власти. В стране был установлен однопартийный режим, деятельность всех других партий была запрещена. В 1997 году Конституционная ассамблея приняла конституцию, предусматривающую избрание президента и парламента на всеобщих выборах, а также многопартийную систему, однако она так и не вступила в силу. Лидеры страны систематически отклоняют предложения о демократизации политической жизни и проведении выборов под разными предлогами. Международные правозащитные организации регулярно критикуют положение дел в стране и выставляют низкие оценки ситуации с правами человека, свободой прессы в Эритрее и т. д. Режим Афеворки обвиняется в похищениях, пытках и внесудебных расправах над политическими противниками, а также в поддержке радикальных исламистских группировок в Сомали и антиправительственных сил в других странах региона (в связи с этим в 2009 году на Эритрею были наложены международные санкции, в 2011 году они были ужесточены)
В 1995 году Эритрея оспаривала принадлежность островов Ханиш с Йеменом. В итоге между государствами разгорелся вооружённый конфликт, который закончился победой Йемена.
В 1998 году началась новая война с Эфиопией из-за спорных территорий, во время которой погибли десятки тысяч солдат с обеих сторон. Война привела к огромным экономическим и социальным потрясениям, оставив после себя разрушенную экономику, а также огромные заминированные площади земли. Война окончилась в 2000 году поражением Эритреи и заключением мирного договора, согласно которому за соблюдением прекращения огня должны наблюдать миротворческие силы ООН.
По утверждениям правительства Сомали и регионального блока IGAD, с 2006 года Эритрея оказывает активную помощь сомалийскому Союзу исламских судов и его союзникам. Эритрея поставляла мятежникам оружие и деньги, предоставляла убежище и пространство для политической деятельности исламским фундаменталистам и боевикам, эритрейские «добровольцы» участвовали в гражданской войне на территории Сомали. По мнению правительства Сомали, основным мотивом такой стратегии является поддержка Эритреей правительства Абдуллахи Юсуфа. Однако президент Исайяс Афеворки всё отрицает, утверждая, что подобные обвинения — происки агентов ЦРУ, стремящихся очернить светлый облик его страны.
С 2008 года на территории Эритреи, с санкции и при поддержке эритрейского правительства, базируются вооружённые формирования эфиопских антиправительственных повстанцев Ginbot 7, во главе которых стоит Берхану Нега.
С 10 по 13 июня 2008 года Эритрея находилась в состоянии войны с Джибути.
23 декабря 2009 года Совет безопасности ООН ввёл эмбарго на поставки оружия в Эритрею, это решение было поддержано всеми постоянными членами Совета Безопасности кроме Китая, который воздержался. Кроме того эритрейским лидерам запрещён въезд в страны-члены ООН, а их счета в иностранных банках заморожены. Причиной эмбарго была названа поддержка Эритреей исламских боевиков в Сомали и приграничный конфликт с Джибути.
21 января 2013 года 200 военнослужащих в столице Асмэра захватили штаб-квартиру государственной телекомпании и якобы передали сообщение с требованием освобождения политических заключенных. Затем они сдались.
8 июля 2018 года премьер-министр Эфиопии Абий Ахмед и президент Эритреи Исайяс Афеворки подписали декларацию о мире и дружбе, в которой объявлялось о прекращении состояния войны между двумя странами, а также заявили о готовности сотрудничать в ряде сфер, в том числе — в экономической и социальной областях. В ходе войны в Тыграе в 2020—2022 годах эритрейская армия принимала участие в конфликте на стороне эфиопского центрального правительства. Даже после официального завершения конфликта эритрейские войска продолжали оккупировать Западный Тыграй, и в конце 2023 года было объявлено, что судьбу этой территории планируется решить посредством референдума. Отчёт организации Amnesty International обвиняет Эритрею в совершении военных преступлений (и, возможно, преступлений против человечности) в ходе военных действий в Тыграе.